# Doratogonus zuluensis
Doratogonus zuluensis é uma espécie de milípede da família Spirostreptidae.
É endémica da África do Sul.
Os seus habitats naturais são: florestas subtropicais ou tropicais húmidas de baixa altitude.
Está ameaçada por perda de habitat.